# تماشاخانه ملک
تماشاخانه ملک یک مرکز مهم نمایش تئاتر است که در خیابان ملک در محله سروردی تهران قرار دارد. این تماشاخانه یک سالن نمایش دارد.

## تاریخچه
تماشاخانه ملک به عنوان یک نهاد خصوصی مستقل فرهنگی و هنری در حوزه آثار نمایشی به مدیریت نورالدین حیدری ماهر در بهمن ماه سال ۱۳۹۷ تأسیس شد. ساختمان تماشاخانه که قبلاً متعلق به تاکسیرانی بوده، با انجام تغییراتی به محلی برای تماشای تئاتر تبدیل شد. این تماشاخانه در طبقه اول ساختمان قرار گرفته و در حال حاضر یک سالن اصلی با گنجایش ۱۹۰ صندلی و ۴ اتاق پشت صحنه دارد. در ۲۸ بهمن ۱۴۰۰ به تصمیم هیئت مدیره تماشاخانه ملک، امیرسپهر تقی لو به عنوان مدیر جدید این تماشاخانه منصوب شد.